# Win Labuda
Pour les articles homonymes, voir Labuda.
Win Labuda, de son vrai nom Winfried Gerhard Labudda, né le 26 juin 1938 à Dantzig, est un inventeur, chercheur et scientifique allemand, photographe et chef d'entreprise.

## Recherche
Win Labuda a fondé à Lübeck en 1979, l´entreprise Clear & Clean Gmbh et s´est consacré dès lors ses recherches à la pureté des surfaces en liaison avec la mécanique des procédés de nettoyages par essuyage. Labuda a mis au point dans ce but une série de méthodes de contrôle et des appareils. Il est l´auteur et coauteur de nombreux brevets et textes spécialisés qui, à côté de nombreuses publications sur la toile, ont pour la plupart été publiés par les éditeurs VDI (de) et GIT Verlag (de).

## Œuvre picturale
Depuis les années 1950, il a une vaste œuvre photographique. Il expose depuis 1981, à Munich, Paris, Tokyo, Düsseldorf et New York. En 2012 paraît l´album « Reise zum Anfang der Zeit » (Voyage aux origines du temps). Ce cycle photographique présente quatre périodes de l´histoire de la Terre et de l´Humanité vues sous l´angle de l'art.
À partir de 1982, dessins, gravures, reliefs et sculptures.
Win Labuda a publié sur Internet en collaboration avec Nadja Labuda une série d´essais sur les thèmes de la photographie de la peinture et de la gravure.

### Sources
- (de) Cet article est partiellement ou en totalité issu de l’article de Wikipédia en allemand intitulé « Win Labuda » (voir la liste des auteurs).